# Acanthosomatidae
Gli Acantosomatidi (Acanthosomatidae Signoret, 1863) sono una famiglia di insetti Rincoti Eterotteri.

## Descrizione
Insetti di piccole o medie dimensioni, hanno un aspetto molto simile a quello dei Pentatomidae, ma se ne distinguono per i tarsi bi-segmentati (usualmente tre segmenti nei Pentatomidae). Il capo è carenato lateralmente e porta antenne composte da 5 segmenti. Hanno uno scutellum di forma grossolanamente triangolare. Nell'addome è in genere presente un processo spinoso che si proietta anteriormente dal II urosterno ed è provvisto di un paio di tricobotri nel III urosterno.

## Biologia
Alcune specie di questa famiglia si caratterizzano per l'abitudine delle femmine di sorvegliare le uova dopo la deposizione, per difenderle dai predatori e dai parassiti, e di continuare a dedicare cure parentali alle giovani larve anche per lungo tempo dopo la schiusa delle uova. Ciò è documentato in maniera particolare per l'Elasmucha grisea, ma anche per numerose altre specie dei generi Anaxandra, Acanthosoma e Elasmucha.
Altra caratteristica comune a molte specie di questa famiglia è la capacità di secernere liquidi odorosi (feromoni) con funzioni di difesa nei confronti di eventuali aggressori o di comunicazione tra membri della stessa specie.

## Tassonomia
La famiglia comprende oltre 180 specie ripartite fra 47 generi e 3 sottofamiglie. Questa ultima suddivisione, proposta da KUMAR (1974) è oggi messa in discussione, ma è largamente adottata. Tutte le sottofamiglie sono cosmopolite.

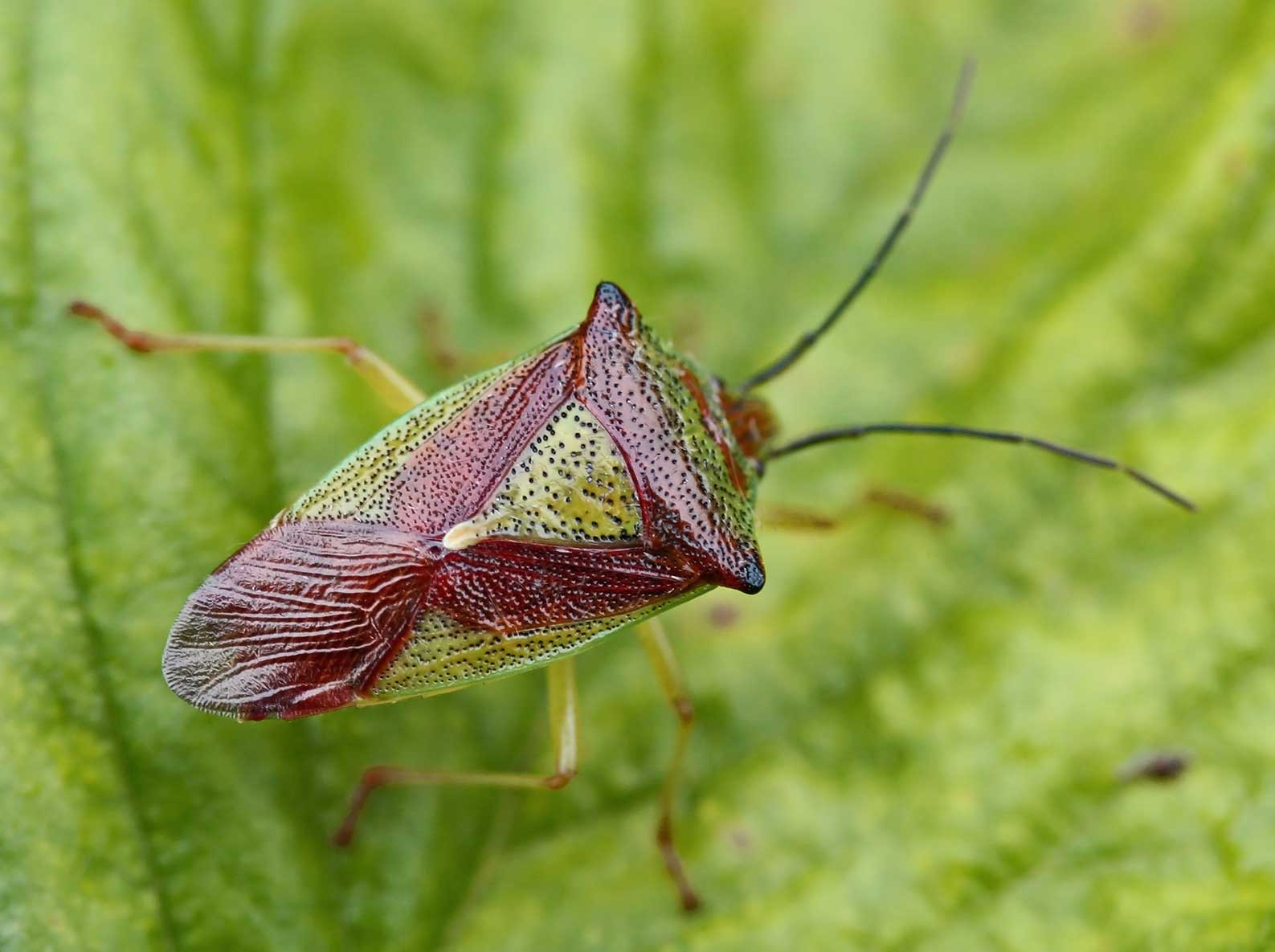
Acanthosoma haemorrhoidale

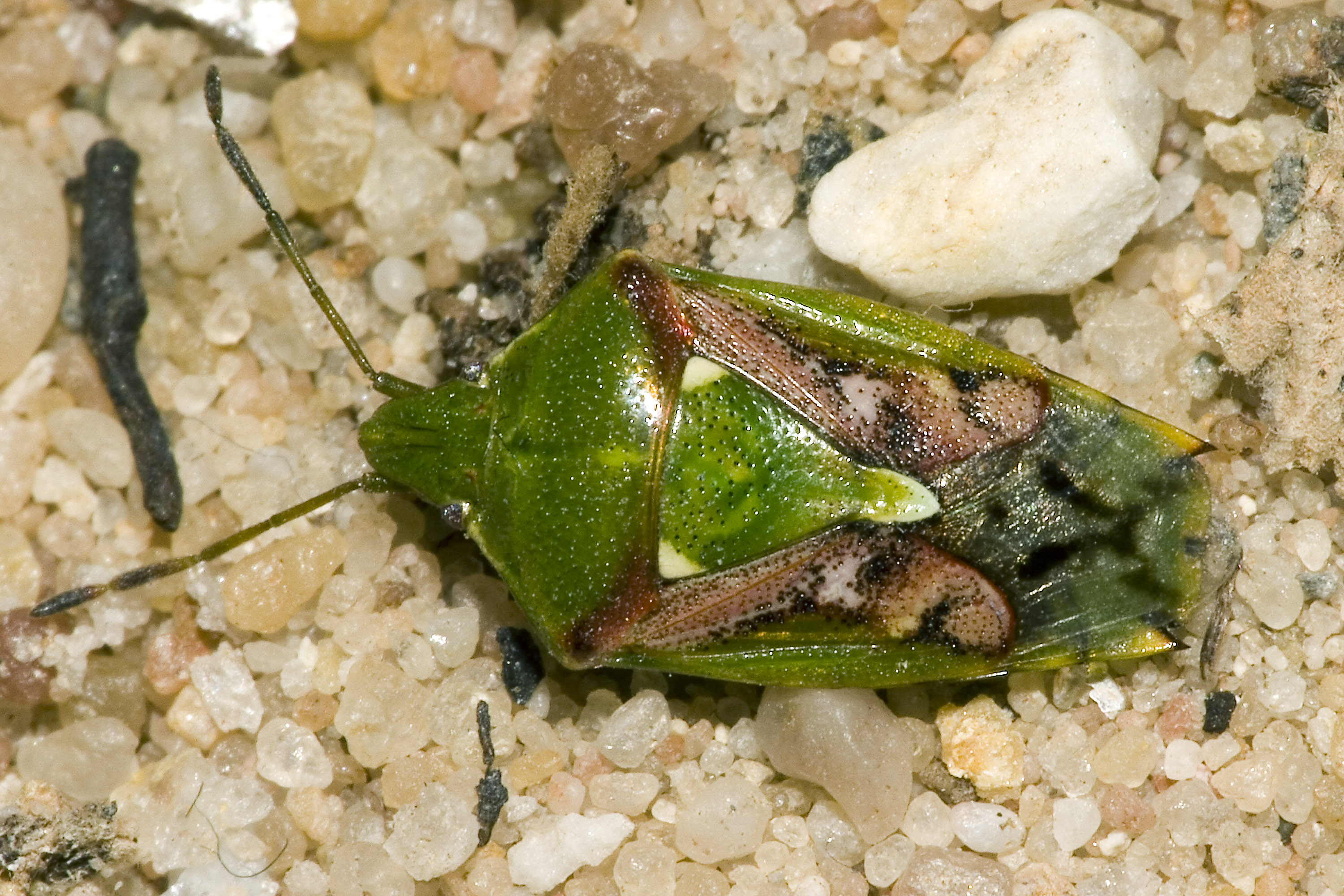
Cyphostethus tristriatus

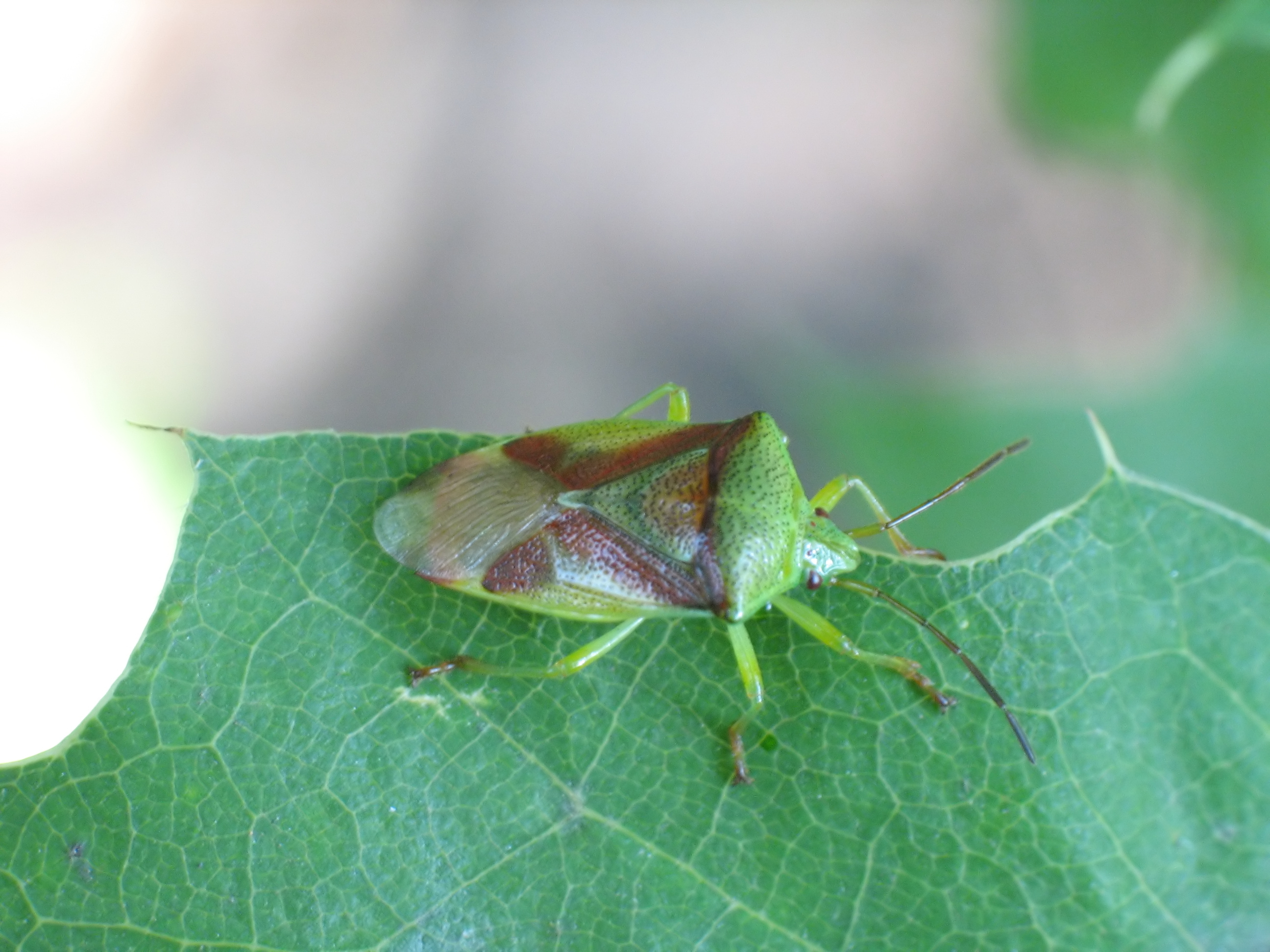
Elasmostethus interstinctus

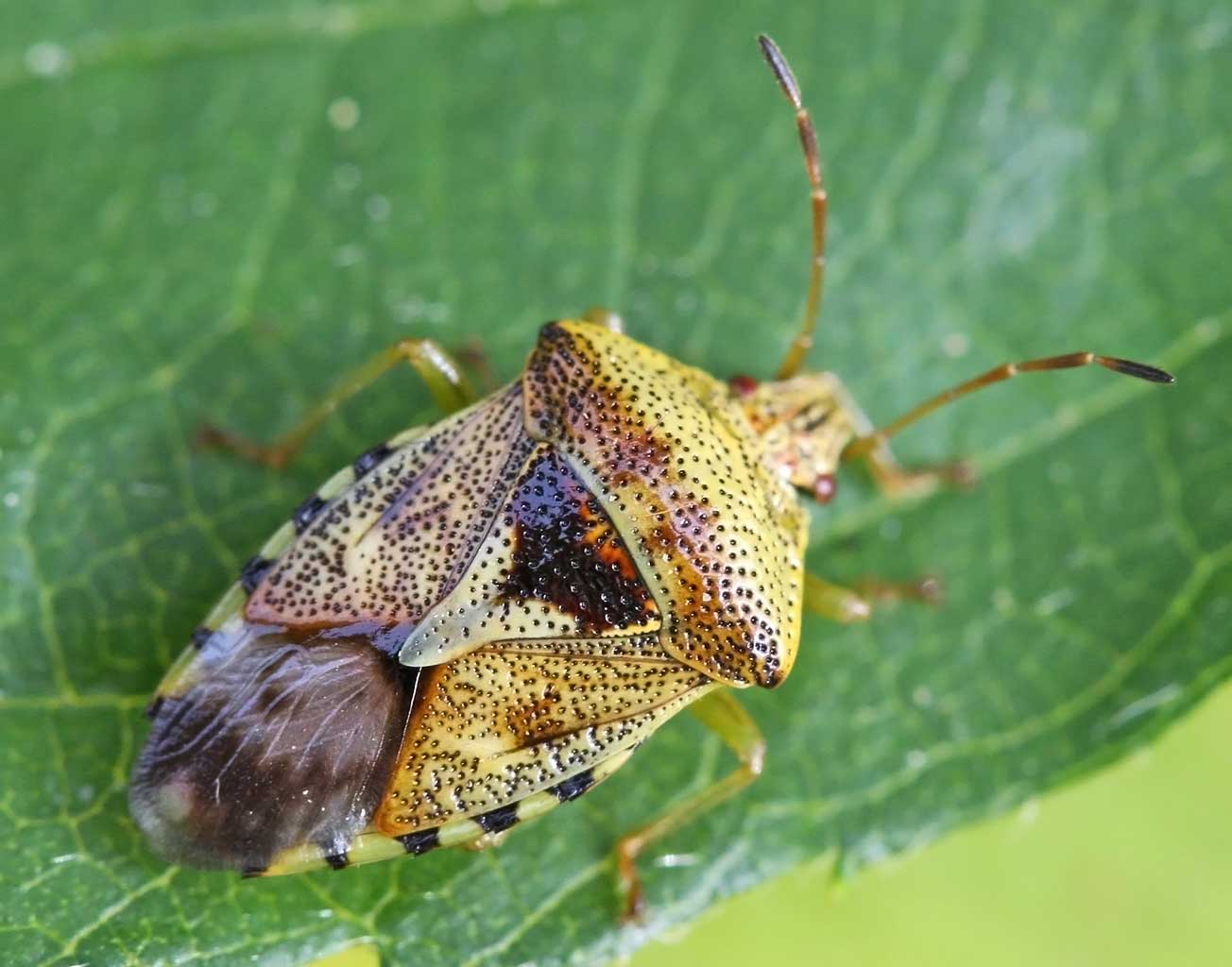
Elasmucha grisea

| Sottofamiglia Acanthosomatinae - Acanthosoma Curtis, 1824 - Ameenocoris Ahmad & Moizuddin, 1990 - Amphaces Dallas, 1851 - Anaxandra Stål, 1876 - Catadipson Breddin, 1903 - Cyphostethus Fieber, 1860 - Elasmosthethus Fieber, 1860 - Elasmucha Stål, 1864 - Eupolemus Distant, 1910 - Grossaria Kumar, 1974 - Lindbergicoris Leston, 1953 - Mahea Distant, 1909 - Microdeuterus Dallas, 1851 - Oncacontias Breddin, 1903 - Proctophantasta Breddin, 1903 - Rhopalimorpha Dallas, 1851 | Sottofamiglia Blaudusine - Abulites Stål, 1876 - Acrophyma Bergroth, 1917 - Andriscus Stål, 1876 - Anischys Dallas, 1851 - Bebaeus Dallas, 1851 - Blaudus Stål, 1872 - Duadicus Dallas, 1851 - Ea Distant, 1911 - Galgacus Distant, 1899 - Hellica Stål, 1867 - Hiarchas Distant, 1910 - Lanopis Signoret, 1863 - Mochus Distant, 1910 - Monteithiessa Kumar, 1974 - Noualhieridia Breddin, 1898 - Panaetius Stål, 1865 - Phorbanta Stål, 1867 - Sinopla Signoret, 1863 - Stauralia Dallas, 1851 - Xosa Kirkaldy, 1904 | Sottofamiglia Ditomotarsinae - Aesepus Stål, 1876 - Agamedes Stål, 1876 - Cylindrocnema Mayr, 1864 - Ditomotarsus Spinola, 1850 - Esbenia Jensen-Haarup, 1931 - Hyperbius Stål, 1867 - Ibocoris Roche, 1947 - Laccophorella Horváth, 1904 - Mazanoma Rolston & Kumar, 1975 - Nopalis Signoret, 1863 - Planois Signoret, 1863 - Praesus Stål, 1872 - Rolstonus Froeschner, 1997 - Sangarius Stål, 1865 - Tolono Rolston & Kumar, 1975 - Uhlunga Distant, 1892 incertae sedis - Cochabambia Pirán, 1959 - Tunaria Pirán, 1957 |

### Specie dell'areale paleartico europeo
Per l'areale paleartico europeo sono riconosciuti solo 4 generi e 8 specie:
- Acanthosoma
  - A. haemorrhoidale
  - A. inhabilis
- Elasmostethus
  - E. interstinctus
  - E. minor
- Elasmucha
  - E. ferrugata
  - E. fieberi
  - E. grisea
- Cyphostethus
  - C. tristriatus